# Dado Dolabella
Carlos Eduardo Bouças Dolabella Filho (Rio de Janeiro, 20 de julho de 1980), mais conhecido como Dado Dolabella, é um ator e cantor brasileiro. É filho dos atores Carlos Eduardo Dolabella e Pepita Rodríguez.

## Carreira
Aos 17 anos ingressou no Curso de Formação Profissional de Ator da CAL (Casa das Artes de Laranjeiras), no Rio. Pouco tempo depois, o ator já fazia parte do elenco da peça “Mesa 7”. Estreou na TV como o conquistador Robson, de Malhação, na Rede Globo. Depois do sucesso na novela, atuou na minissérie A Casa das Sete Mulheres e Senhora do Destino. Dado também investiu na carreira musical, com os discos Dado pra Você e Relax.
Além dos diversos trabalhos na televisão, ele também atuou nos filmes Gaijin (2005) e Wink (2008). Também trabalhou na novela Cristal, do SBT, no ano de 2006, e dois anos depois, participou de “Chamas da Vida”, na Rede Record, interpretando o bad boy Antônio, irmão dos protagonistas Pedro (Leonardo Brício) e Vivi (Letícia Colin), sendo considerado, sobretudo pelo público como um dos personagens mais marcantes de sua carreira como ator. Durante os anos de 2008 a 2010, o ator fez parte do elenco da série Louca Família, e em 2012, encarnou o personagem Edu Sotero, na novela “Máscaras”, também na Record.
Como cantor, lançou no ano de 2003 seu primeiro disco, com o nome de “Dado Pra Você”, através da gravadora Som Livre. O carro-chefe do álbum de estreia do artista foi a música “Vem Ni Mim”, que fez parte da trilha sonora de “Senhora do Destino”. Seu mais recente CD, intitulado “Relax”, foi lançado em 2009, pela Record Entretenimento. Através de uma parceria com a editora Panini, o disco vinha acompanhado de uma revista-pôster, com letras e cifras das músicas e fotos do artista. O CD contém quatro músicas inéditas do cantor, gravadas antes de sua entrada no reality show A Fazenda. A música de maior sucesso do álbum foi “Rolex”, que foi interpretada por Dado diversas vezes durante o programa. O CD "Relax" também traz as músicas “Porta aberta”, “Mero navegador” e “Está escrito”, que foi o tema de abertura e fez parte da trilha sonora da novela "Cristal , no SBT. O álbum chegou a conquistar Disco de Ouro, com mais de 50 mil cópias vendidas. No mesmo ano, a música "Rolex" fez parte do CD com a trilha sonora de A Fazenda (Volume 1), também lançado pela Record Entretenimento. Diversas outras músicas do cantor também fizeram parte de trilhas sonoras de novelas, dando mais vida aos seus personagens, e a boa recepção por parte do público também na música fez com que o artista começasse uma turnê por diversas cidades do país.
Foi eleito o Homem Mais Sexy do Brasil, em 2004, pela Revista IstoÉ Gente. O artista foi escolhido dentre as 50 celebridades mais sexy do país na escolha que é feita anualmente pela publicação. Um momento marcante na carreira foi a sua participação na primeira edição do reality show “A Fazenda”, em 2009, na Rede Record, com a participação de outras celebridades. O programa estreou no dia 31 de maio e seguiu por 85 dias, sendo transmitido diariamente pela emissora. Em 23 de agosto, o ator e cantor foi nomeado o grande vencedor do reality, através de uma votação do público. com 83% dos votos, derrotando a cantora Danni Carlos na final do programa. Dado recebeu o prêmio de 1 milhão de reais.
Dado iniciou 2016 participando do videoclipe "Coração Apertado", da cantora Samyra Show, dirigido por Rafael Almeida.

## Vida pessoal
Dado Dolabella é filho dos atores Carlos Eduardo Dolabella e Pepita Rodríguez. Namorou a modelo Viviane Sarahyba entre 2009 e 2010, com quem teve um filho, João Valentim, nascido em 10 de dezembro de 2009. Logo após o ator descobriu ter outro filho que nasceu dias antes de João Valentim, Eduardo, fruto de um rápido relacionamento que teve com a estudante Fabiana Neves. Ele também é pai da caçula Ana Flor com a ex-esposa Juliana Wolter. Desde 2022, namora a cantora Wanessa Camargo, com quem já havia se relacionado anteriormente, entre idas e vindas no período de 2000 à 2004. Entre março e abril de 2024, houve uma nova pausa no relacionamento.
Desde agosto de 2015 o artista tornou-se um adepto do veganismo, e decidiu entrar de cabeça no assunto, tornando-se um ativista. Também em 2015, Dado Dolabella declarou apoio ao movimento feminista.

### Problemas judiciais
Em 2008 Dado foi acusado pela então namorada, a atriz Luana Piovani, de agressão, e foi condenado pela justiça do Rio de Janeiro em 4 de agosto de 2010. Em junho de 2010 sua ex-namorada, Viviane Sarahyba, também entrou na justiça alegando que sofreu constantes agressões físicas durante o período em que se relacionaram. Em 30 de setembro do mesmo ano o ator foi detido com três gramas de maconha durante uma blitz da Polícia Militar do Rio de Janeiro. A droga foi encontrada em um tubo de vitamina C na entrada do tanque de combustível do automóvel do ator, que foi autuado e indiciado por uso de substância entorpecente.
Em 3 de abril de 2014 Dado agrediu fisicamente um dos produtores da novela Vitória, Carlos Henrique Andrade de Araújo, durante as primeiras gravações em Curaçao. Segundo o relato, o ator começou agredir verbalmente uma outra produtora da equipe, passando a distribuir xingamentos e ameaças aos demais membros da equipe ali presentes. Logo após, Dado se dirigiu até Carlos quando ele pediu que a equipe continuasse seu trabalho e o jogou de uma escada. Ao retornar ao Brasil, o produtor abriu um processo contra o ator no 42ª DP do Recreio dos Bandeirantes por lesão corporal e ameaça. A Record demitiu o ator e seu personagem foi extinguido da novela.
Dado foi preso na noite de segunda-feira, 5 de fevereiro de 2018, em um apartamento em Moema, bairro nobre de São Paulo, após a Justiça do Rio de Janeiro expedir um mandado de prisão por falta de pagamento de pensão alimentícia para o seu filho, já com uma dívida acumulada de R$ 196 mil. Em sua defesa, ele alegou que o valor da pensão foi calculado sobre um valor que ele não recebe mais, e que deveria ser revisto. Ele foi solto na madrugada de 6 de abril, após passar dois meses na carceragem do 33º Distrito Policial em Pirituba.

### Dado e João Gordo
Em 2003, o ator foi o convidado do “Gordo a Go-Go”, apresentado por João Gordo. Dado levou uma maleta com instrumentos como porrete e machadinha, os quais foi colocando sobre a mesa. Dolabella chamou João Gordo de traidor do movimento punk. Gordo, por sua vez, chamou Dado de "playboyzinho de merda". Irritado, João Gordo bateu na mesa com um dos objetos. Dolabella fez o mesmo, e quebrou a mesa de vidro.
Em 2006, a MTV colocou o vídeo da discussão no MTV Overdrive, site lançado naquele ano.
Em maio de 2021, Dado Dolabella revelou que o ocorrido aconteceu por causa da cantora Wanessa Camargo, que era namorada do ator na época. De acordo com Dolabella, a cantora tinha saído chorando dos estúdios da MTV Brasil após ter sido entrevistada por João. Assim, ele teria ido para uma espécie de revanche.

## Filmografia

### Televisão
| Ano     | Título                   | Personagem                          | Notas                      |
| ------- | ------------------------ | ----------------------------------- | -------------------------- |
| 1999    | Terra Nostra             | Matteo (jovem)                      | Episódio: "20 de setembro" |
| 2001–02 | Malhação                 | Robson Silveira Sampaio             | Temporada 8                |
| 2003    | A Casa das Sete Mulheres | Bento Gonçalves Filho (Bentinho)    |                            |
| 2003    | Sexo Frágil              | Gerônimo                            | Episódio: "Vapor Barato"   |
| 2004    | Senhora do Destino       | Plínio Ferreira Da Silva            |                            |
| 2005    | A Lua Me Disse           | Modelo                              | Episódio: "13 de agosto"   |
| 2006    | Dança dos Famosos        | Participante                        | Temporada 2                |
| 2006    | Cristal                  | João Pedro Ascânio                  |                            |
| 2008    | Chamas da Vida           | Antonio Galvão Ferreira             |                            |
| 2008    | Especial Louca Família   | Patrick                             | Especial de fim de ano     |
| 2009    | A Fazenda                | Participante (Vencedor)             | Temporada 1                |
| 2009–10 | Louca Família            | José Roberto Martins e Silva (Zero) |                            |
| 2009–10 | Louca Família            | Ivo Stayler                         |                            |
| 2012    | Máscaras                 | Eduardo Sotero Filho (Edu)          |                            |

### Cinema
| Ano  | Título                   | Personagem |
| ---- | ------------------------ | ---------- |
| 2005 | Gaijin - Ama-me Como Sou | Irmão      |
| 2018 | Possessões               | Marco      |

## Discografia

### Álbuns de estúdio
| Ano           | Álbum | Vendas |
| ------------- | ----- | ------ |
| Dado pra Você | 2003  | 10 000 |
| Relax         | 2014  | 50 000 |

### Videoclipes
- "Ainda é Cedo" (2013)
- "Não me Arrependo" (2013)
- "Pensar Diferente" (2014)
- "Rasnep Etnerefid (Pensar Diferente – Remix Version)" (2014)

Participações em vídeo clipes de outros artistas
- Wanessa Camargo – "O Amor Não Deixa" (2000)
- Wanessa Camargo – "Apaixonada por Você" (2001)[31]
- Ostaba – "É Difícil Saber" (2011)
- MC Marcelly – "Roda Gigante" (2015)
- Samyra Show – "Coração Apertado" (2016)
- Cezefredo & Gabriel – "Cabô o Xororô" (2017)

### Outras aparições
- "Vem Ni Mim" – Senhora do Destino (2004)
- "Está Escrito" – Cristal (2006)
- "Destino" – Chamas da Vida (2008)
- "Rolex" – A Fazenda (2009)